# 門屋氏
門屋氏（かどやし）は、日本の氏族。

## 武蔵国の門屋氏
川越藩 松平氏の年寄に門屋氏ありという。

## 近江国の門屋氏
藤原姓蒲生氏の譜代家臣に門屋氏ありという。蒲生氏郷の会津転封に際し、家老となった者として門屋助右衛門ありという。西城7500石を領有するという。また、また門屋左近衛門、耶麻郡に領地を持つという。

## 出羽国の門屋氏
出羽国の戦国大名 小野寺氏の家臣に本姓を藤原氏とする門屋氏あり。後に戸沢氏に寝返るという。

### 新庄藩士 門屋氏
また、江戸時代中期の新庄藩士として門屋万次郎の名が見える。天保14年（1843年）4月8日、藩主の思召として、安島直円の曽孫 安島操や富沢升右衛門らとともに上席を命ぜられるという。

### 姻戚関係・傍系子孫
門屋惣兵衛の三男、中山善太夫の養子に入り、中山儀右衛門と名乗り、二代目安島五左衛門の息女を室とするという。また、儀右衛門の次男 母方 安島氏に養子入りし、五代安島五左衛門となる。